# ورزنامه
ورزنامه اثر کاسـیانوس باسـوس اسکولاسـتیکوس (به لاتین: Cassianus Bassus Scholasticus) رومی، قدیمی‌ترین کتاب دربارهٔ کشاورزی است و در قرن ششم میلادی تألیف شده است. ورزنامه در دوره ساسانیان از زبان لاتین به زبان پهلوی ترجمه شده‌است.

## نهضت ترجمه
اردشیر بابکان مؤسس سلسله ساسانیان از قرن سوم میلادی نهضت ترجمه ای را به‌وجودآورد که در آن، کتاب‌های ممالک دیگر به زبان پهلوی ترجمه می‌شد. ورزنامه در آن زمان به ورزک‌نامه مشهور بود.

## نام‌های دیگر کتاب
ورزنامه، در ترجمه از لاتین به عربی، فلاحه الرومیه و در ترجمه از پهلوی به عربی، کتاب الفلاحین خوانده شده‌است.

## انتشار کتاب
به کوشش حسن عاطفی، این کتاب در سال ۱۳۸۸ توسط مرکز نشر دانشگاهی منتشر شده است. هرچند نویسندهٔ ورزنامه ایرانی نبوده‌است، ولی وجود نثر پارسی آن در بیش از یک هزاره، آن را به جزئی از دانش کشاورزی ایرانیان مبدل کرده است.
ایرج افشار دربارهٔ «ورزنامه» می‌نویسد:

سال‌های دراز بود که متن فارسی کهنسال ورزنامه از فسطیوس بن اسکوراسیکه (سزگین ۴: ۳۱۷) که یگانه نسخه شناخته آن در دست دوست دانشمندم حسن عاطفی (اهل کاشان) بود و خود معرفی خوبی از آن در راهنمای کتاب نوشته بود…
اخیراً مقاله‌ای با عنوان «نسخهٔ تازه‌ای از ورزنامه» توسط «علی اشرف صادقی» در فرهنگستان زبان و ادب فارسی منتشر شده‌است.

## فصل‌بندی کتاب
ورزنامه دارای دوازده جزو است و هر جزو آن باب‌های گوناگونی دارد.

## فصل‌های کتاب
- جزو اول – در احوال سال و فصل و ذکر علامات هوا و باران و باد و گرما و ... ، پانزده باب.
- جزو دوم – در معرفت جای خانه و آب دادن زمین بلند و معرفت زمینی که کم باشد و زمینی که خاکش خوش بود و معرفت پیمانه ها و سنگها و تربیت باغ به سرگین و معرفت که بدیشان کار فرمایند و معرفت فصل و روز که هر یک به چه کار آید، هشت باب.
- جزو سوم – در گزیدن تخم، وقت تخم کشتن، تخم نو و تخم کهن، زمین بلند و مغاک، نگه داشتن تخم، افگندن تخم در زمین، افکندن تخم در زمین خشک و تر، چون بکارند افزونی بسار بود، به قدر کاشتن تخم(بذر)، آفت تخم، رستن دفلی، اختیار جایگاه خرمن برجاج و ثیل از کشت، کاشتن مرجو و ماش، جرجیر رومی، جو وگندم و گاورس، ساختن هریها، نگاه داشتن از آفت، سنگ که میان نان بود، نان بی خمیره، ...کردن جو، بیست و نه باب.
- جزو چهارم – کشت و برداشت انگور و سرکه و شراب ساختن، صد و هجده باب.
- جزو پنجم – بستان و کاشتن درختان میوه و نقل آنها و نقش بر میوه ها و پیوند کردن، هشتاد و پنج باب.
- جزو ششم _ کشتن درخت زیتون، بیست و دو باب.
- جزو هفتم – کشتن بقولات، چهل و سه باب.
- جزو هشتم – آفات و دفع آنها، بیست و سه باب.
- جزو نهم – پرنده داری، بیست و دو باب.
- جزو دهم – نگاه داری اسب و گاو و دیگر چهارپایان و بیماری‌های آن، بیست باب.
- جزو یازدهم – زنبور عسل و طبایع بعضی از حیوانات، چهارده باب.
- جزو دوازدهم – پزشکی و تندرستی و سموم (سم) ها، سی و یک باب.[۸]